# خوسيه مانويل بينيلو
خوسيه مانويل بينيلو (بالإسبانية: José Manuel Pinillo)‏ (8 مارس 1902 – 8 سبتمبر 1968) هو سبّاح إسباني راحل، مثّل بلاده في الألعاب الأولمبية الصيفية 1924.

## روابط خارجية
خوسيه مانويل بينيلو على موقع الاتحاد الدولي للسباحة (الإنجليزية)
- خوسيه مانويل بينيلو على موقع أوليمبيديا (الإنجليزية)